# セルウィウス・フルウィウス・フラックス
セルウィウス・フルウィウス・フラックス（ラテン語: Servius Fulvius Flaccus、生没年不詳）は、紀元前2世紀中頃の共和政ローマの政治家・軍人。紀元前135年に執政官（コンスル）を務めた。

## 出自
フラックスはプレブス（平民）のフルウィウス氏族の出身である。フルウィウス氏族は紀元前4世紀の中頃にトゥスクルム（en）からローマに移住し、紀元前322年にはルキウス・フルウィウス・コルウスが氏族最初の執政官となっている。コグノーメン（第三名、家族名）であるフラックスは、紀元前264年に執政官を務めたマルクス・フルウィウス・フラックスから始まる。カピトリヌスのファスティによれば、フラックスの父のプラエノーメン（第一名、個人名）はクィントゥスである。父クィントゥスは、紀元前180年の補充執政官クィントゥス・フルウィウス・フラックス あるいは紀元前179年の執政官クィントゥス・フルウィウス・フラックス と思われる。紀元前180年の補充執政官が父である場合、翌年の執政官ガイウス・フルウィウス・フラックスとは兄弟の可能性がある。

## 経歴
フラックスは紀元前135年に同じプレブスのクィントゥス・カルプルニウス・ピソと共に執政官に就任した。フラックスの管轄地域はイリュリクム属州であり、現地の部族がローマの領土を襲撃していた。フラックスはヴァルダレア族を征服した。
紀元前133年、護民官ティベリウス・センプロニウス・グラックス（グラックス兄）が、同僚のマルクス・オクタヴィウスを解任する準備をしていたとき、二人の尊敬されている執政官経験者-マンリウスとフルウィウス-が嘆願し、クラッススはこの二人を尊重することに同意はしたが、元老院総会では何も解決できなかったとプルタルコスが書いている。このフルウィウスはフラックスと思われる。

## 参考資料

### 古代の資料
- カピトリヌスのファスティ
- アッピアノス『ローマ史』
- ティトゥス・リウィウス『ローマ建国史』
- プルタルコス『対比列伝』

### 研究書
- Münzer F. Fulvius // RE. - 1910. - Bd. VII, 1.